# كأس ملك إسبانيا 1905
كأس ملك إسبانيا لعام 1905 (بالإسبانية: Copa del Rey de Fútbol 1905)، هي النسخة الثالثة من بطولة كأس ملك إسبانيا. وفاز فيها نادي ريال مدريد لأول مرة في تاريخه الكروي.